# Been Like This
«Been Like This» es una canción de la cantante y compositora estadounidense Meghan Trainor y el cantante T-Pain. Coescribieron la canción junto a Kurt Thum, el hermano de Trainor, Ryan, y sus productores, Gian Stone y Grant Boutin. Epic Records la lanzó como el sencillo principal de su próximo sexto álbum de estudio, Timeless (2024), el 14 de marzo de 2024.

## Antecedentes
Después de alcanzar popularidad en el ámbito mainstream, Meghan Trainor citó a T-Pain como una de sus mayores influencias en una entrevista de 2014: «Todo es alegre y feliz; no hay baladas y es pegadizo». Después de que la popularidad de Trainor disminuyera previo al lanzamiento de su tercer álbum de estudio, Treat Myself (2020), decidió regresar al sonido doo-wop de su canción «Title» (2014) con su quinto álbum de estudio, Takin' It Back (2022). El álbum incluyó el sencillo «Made You Look», que se volvió viral en TikTok. Se convirtió en la primera canción de Trainor desde 2016 en entrar en el top 40 de la lista Billboard Hot 100 de Estados Unidos y alcanzó el top 10 en varios otros países.
Trainor escribió la canción «Been Like This» con Faheem Najm, Kurt Thum, su hermano Ryan, y los productores Gian Stone y Grant Boutin. Después de anticipar su próximo sexto álbum de estudio, Timeless (2024), en el periodo previo a 2024, Trainor y T-Pain lanzaron «Been Like This» como sencillo el 14 de marzo de 2024.

## Composición
Según Derrick Rossignol de Uproxx, «Been Like This» trae «sonidos de doo-wop vintage al presente de una manera pop y divertida».

## Créditos y personal
Los créditos están adaptados de los metadatos de Spotify.
- Gian Stone - productor, compositor
- Grant Bautin - productor, compositor
- Meghan Trainor - compositora, voz
- Faheem Najm - compositor
- Kurt Thum - compositor
- Ryan Trainor - compositor

## Historial de lanzamientos
| Región | Fechas              | Formatos         | Discográfica | Ref.   |
| ------ | ------------------- | ---------------- | ------------ | ------ |
| Varios | 15 de marzo de 2024 | Descarga digital | Epic         | [ 13 ] |
| Italia | 22 de marzo de 2024 | Radio airplay    | Sony         | [ 14 ] |